# Асорін
Хосе Аугусто Тринідад Мартінес Руїс — (ісп. José Augusto Trinidad Martínez Ruiz, відомий під псевдонімом Асорíн (ісп. Azorín; *8 червня 1873 , Моновер, Аліканте— †2 березня 1967, Мадрид)  — іспанський письменник, есеїст, один з найбільш впливових літературних критиків свого часу. Представник покоління 98 року.

## Біографія
Народився у досить заможній родині, типовій для свого класу. Був найстаршим з дев'яти братів. Вісім років здобував освіту в навчальному закладі піаристів в Єклі. Цей етап життя відображено в перших двох романах письменника, в яких багато автобіографічного.
З 1888 по 1896 вивчав право у Валенсії, де зацікавився краузизмом і анархізмом. Тут він почав робити свої перші кроки в журналістиці, друкувався під різними псевдонімами в різних газетах, серед яких була і «Ель Пуебло» — газета Вісенте Бласко Ібаньєса.
Асорін майже завжди писав критичні відгуки на театральні постановки на гострі соціальні питання, вихваляв твори Анхеля Гімери, Гальдоса, Хоакіна Дісента.
У молодості Асорін був затятим анархістом, і його статті, критичні відгуки завжди були просякнуті анархістськими ідеями. Перекладав на іспанську мову Моріса Метерлінка, а також відомого європейського анархіста князя Петра Олексійовича Кропоткіна. У 1895 р. опублікував дві книги — «Літературні анархісти» (ісп. Anarquistas literarias) і «Соціальні нотатки» (ісп. Notas sociales), в яких були представлені публіці принципи теорії анархії.
Асорін навчався в Гранаді і Саламанці, 25 листопада 1896 приїхав в Мадрид для продовження навчання. У столиці він продовжує друкуватися в різних газетах, в деяких його вже не друкують: El País, El Progreso (газета Алехандро Лерроукса). До 1900 його жорсткий анархістський стиль пом'якшується, цей час позначений кількома есе: «Кастильська душа (1600—1800)», «Ідальго» та іншими. В 1904 виходить трилогія автобіграфічних романів: «Воля» (ісп. La voluntad), «Антоніо Асорін» (ісп. Antonio Azorín) і «Зізнання маленького філософа» (ісп. Las confesiones de un pequeño filósofo) — все під псевдонімом Асорін.
З 1905 Асорін публікується в газеті «ABC», бере активну участь у політичному житті. Між 1907 і 1919 п'ять разів був депутатом, займався народною освітою. Асорін тоді був одним з провідних критиків і публіцистів Іспанії, рахунок його статей сягав сотні. У творчості Асорін звертається до Іспанії та її народу: «Села» (ісп. Los pueblos), «Дорога Дон Кіхота» (ісп. La ruta de Don Quijote), «Іспанія: люди і пейзажі» (ісп. España: hombres y paisajes), «Кастилія» (ісп. Castilla). Від анархії Асорін з часом переходить до консервативних поглядів.
Асорін невпинно їздив по Іспанії і читав лекції по Золотому століттю мистецтва Іспанії. У 1923 до влади прийшов Мігель Прімо де Рівера і встановив диктатуру, в країні була введена жорстка цензура. Публічна діяльність Асорін була зупинена, втім, як і багатьох інших діячів, хоч у чомусь незгодних з режимом Прімо де Рівери. У 1924 році Асоріна обрали членом Іспанської Королівської Академії.
З початком Громадянської війни Асорін виїхав з Іспанії до Франції. Після закінчення війни Асорін зміг повернутися до Іспанії завдяки допомозі міністра закордонних справ Рамона Серрано Суньєра, йому в 1955 він присвятив один зі своїх творів.
В останні роки життя Асорін захоплювався мистецтвом кіно.

## Творчість
Спадок Асоріна в літературі — це здебільшого есе та романи. Також він написав кілька п'єс для театру, втім вони не мали успіху. Літературна творчість Асоріна також має велику стилістичну цінність. Його манера письма характерна для імпресіонізму.

## Екранізації
1972 — «La guerrilla» (Партизан)